# Apprieu
Apprieu ist eine französische Gemeinde mit 3602 Einwohnern (Stand: 1. Januar 2022) im Département Isère in der Region Auvergne-Rhône-Alpes; sie gehört zum Arrondissement La Tour-du-Pin und zum Kanton Le Grand-Lemps. Die Einwohner werden Apprelans genannt.

## Geografie
Apprieu befindet sich etwa 50 Kilometer südöstlich von Lyon. Der Fluss Fure begrenzt die Gemeinde im Osten. Umgeben wird Apprieu von den Nachbargemeinden Oyeu im Norden, Charavines im Nordosten, Chirens im Osten, Saint-Blaise-du-Buis im Süden, Rives im Südwesten sowie Colombe im Westen.
Die Autoroute A48 führt entlang der westlichen Gemeindegrenze.

## Bevölkerungsentwicklung
| Jahr                       | 1962 | 1968 | 1975 | 1982 | 1990 | 1999 | 2006 | 2017 |
| -------------------------- | ---- | ---- | ---- | ---- | ---- | ---- | ---- | ---- |
| Einwohner                  | 1448 | 1478 | 1539 | 1770 | 2426 | 2528 | 2926 | 3313 |
| Quellen: Cassini und INSEE |      |      |      |      |      |      |      |      |

## Sehenswürdigkeiten
- Schmieden von Bonpertuis, Industriekomplex aus dem 19. Jahrhundert (1859 errichtet), seit 2003 Monument historique
- Kirche Saint-Pierre